# 不安障害
不安障害（ふあんしょうがい、英：anxiety disorder）とは、過剰な反芻や心配、恐怖の特徴を有するいくつかの異なる種類の一般的な精神障害を含んだ総称である。不安は、身体と精神の健康に影響を及ぼす可能性がある不確かで現実に基づかないか、あるいは想像上の将来についてである。
不安障害は様々な心理社会的要因を有し、遺伝的素因を含む可能性もある。不安障害の診断は2つの分類に分けられ、それは持続しているか、一時的な症状かどうかに基づく。たびたび全般性不安障害として誤診される、不安障害に類似した症状を有する甲状腺機能亢進症のような医学的疾患も存在する。
不安障害は、全般性不安障害、特定の恐怖症、パニック障害などに分けられ、各々が特徴と症状を持ち、異なる治療を要する（「不安障害#治療」を参照）。不安障害が発現させる感情は、単なる緊張から恐怖による発作までにわたる。
テイラー不安検査やツング不安自己評価尺度のような標準化された検査用の臨床アンケートを、不安症状の検出に用いることが可能で、不安障害の正式な診断評価のために必要であることが示唆される。

## 定義
不安とは、明確な対象を持たない恐怖の事を指し、その恐怖に対して自己が対処できない時に発生する感情の一種である。不安が強く、行動や心理的障害をもたらす症状を総称して不安障害と呼ぶ。精神症状として強い不安、イライラ感、恐怖感、緊張感が現れるほか、発汗、動悸、頻脈、胸痛、頭痛、下痢などといった身体症状として現れることがある。

## 分類

### 全般性不安障害
全般性不安障害（GAD）は、対象のない持続的な不安を特徴とする。
不安障害の診断を下す前に、医師は薬物誘発性不安や他の医学的原因を除外することが必要である。

### 特定の恐怖症
特定の対象や状況に対して著しい恐怖反応を示す。

### パニック障害
パニック障害は、突然の強い恐怖や不安により、動悸、混乱、めまい、吐き気、呼吸困難のような特徴がある。このようなパニック発作の原因は特定されないが、ストレスや恐怖に誘発される。

#### 広場恐怖症
広場恐怖症は、特定の場所や状況における不安である。広場恐怖症はしばしばパニック障害に関連付けられ、恐怖によりパニック発作が誘発される。

### 社交不安障害
社交不安障害（SAD）は、人前で話すといった特定の状況や、社会的交流について生じる。赤面、発汗、会話困難といった身体症状の特徴がある。類似した対人恐怖症は、日本に特有の文化結合症候群とされる。

### 強迫性障害
強迫性障害（OCD）は、強迫観念（持続する考えや心象）や強迫行為(compulsions)（特定の行為や儀式を行う）の特徴のある不安障害の種類である。

DSM-5では不安障害の下位分類ではなく、不安障害と同等な大項目になった。

### 心的外傷後ストレス障害
心的外傷後ストレス障害（PTSD）は外傷体験によって生じる不安障害である。心的外傷後ストレスは、戦闘、自然災害、レイプ、人質状況、児童虐待、いじめ、あるいは重大な災難のような極端な状況が原因となる。また個人的な悩みとは繋がりのない精神疾患を持つ人との交流においてネガティブな側面の考え方を覚えることや、家族からの見られ方におけるストレスなど、先々に当事者になるかも知れないと予想が可能な段階でも自らの訴えを伝える相手に気が付けなくなる事などで、予防対策を失うことも原因の一つとなる。

DSM-5では不安障害の下位分類ではなく、不安障害と同等な大項目になった。

### 分離不安障害
分離不安障害（SepAD）は人や場所から離れた時の過剰な水準の不安である。分離不安は、乳児や子供では正常な発達上の不安である。障害とみなされるのは、過剰な場合のみである。そのような場合、パニックを生じさせる。

### 物質誘発性不安障害
DSM-IVにおける、物質誘発性不安障害、DSM-5における、物質・医薬品誘発性不安障害がある。薬の使用後あるいは中止後に生じ、半減期や離脱に従って症状がなくなる。
DSM-5では、全てではないが挙げられている。
- 中毒 : アルコール、カフェイン、大麻、フェンサイクリジン、他の幻覚剤、吸入剤、コカインを含む精神刺激薬
- 離脱 : アルコール、オピオイド、鎮静剤、催眠剤、および抗不安薬、コカインを含む精神刺激薬の離脱

ほかに、インスリン、甲状腺の治療薬、経口避妊薬、抗ヒスタミン剤、抗パーキンソン病薬、コルチコステロイド、抗高血圧薬、心血管薬、抗てんかん薬、炭酸リチウム、抗精神病薬、抗うつ薬。また、重金属や、殺虫剤、神経ガス、一酸化炭素、二酸化炭素、ガソリンなど有機溶剤。

### 一般身体疾患による不安障害
DSM-IVにおける、一般身体疾患による不安障害、またDSM-5における、他の医学的疾患による不安障害がある。検査所見から診断されており、生理学的に不安症状を起こすという知見が得られている。
DSM-IVと5では以下が挙げられている。
- 内分泌疾患: 甲状腺機能亢進症、甲状腺機能低下症、褐色細胞腫、低血糖症、副腎皮質機能亢進症
- 心血管疾患: 鬱血性心不全、肺塞栓症、不整脈
- 呼吸器疾患: 慢性閉塞性肺疾患 (COPD) 、喘息、過呼吸
- 代謝障害: ビタミンB12欠乏、ポルフィリン症
- 神経疾患: 新生物、前庭機能障害、脳炎、けいれん性疾患

### ほか
- 特定不能の不安障害

不安を伴うもの
- 混合性不安抑うつ障害
- ストレス反応
  - 急性ストレス障害
  - 不安を伴う適応障害

## 原因

### 生物学
神経伝達物質のGABAの濃度の低下は、中枢神経系における活性を減少させ不安の要因となる。多くの抗不安薬は、このGABA受容体を調節することで作用する。
選択的セロトニン再取り込み阻害薬（SSRI）は、うつ病の治療に一般的に用いられている薬剤でもあり、不安障害の一次治療とみなされている。2004年の脳機能画像技術を用いた研究は、SSRIの作用は気分改善の二次的な結果というより、GABA神経における直接的な作用により不安を軽減していることを示唆した。
重度の不安や抑うつは、持続的なアルコールの乱用に誘発され、多くの場合、長期の断酒によって弱まる。人によっては、適度な持続的なアルコールの使用でさえ不安や抑うつの水準を増す可能性がある。カフェイン、アルコール、またベンゾジアゼピン系への依存症は、不安やパニック発作の原因となったり、悪化させる。不安は一般にアルコールの急性離脱期に生じ、遷延性離脱症候群の一部として2年まで続き、約25%の人がアルコール依存症から回復する。
1988年から1990年にわたった研究において、あるイギリスの精神病院におけるパニック障害や社交不安障害のような不安障害を対象とした精神福祉サービスに通う患者の約半分が、アルコールあるいはベンゾジアゼピン依存症の結果であることが判明した。これらの患者では、不安の初めの増加は離脱期に生じ、不安症状の停止がその後に続いた。
労働環境において有機溶剤に長い間曝されることが不安障害に結びついていたという証拠が存在する。
塗装や敷物の敷設は、有機溶剤に著しく曝される仕事の例である。
カフェインの摂取は、不安障害の原因となったり悪化させる。
多数の研究が、カフェインと不安惹起作用、およびパニック障害との間に相関を示している。不安患者は高いカフェインへの感度を有する。

## 予防
不安障害を予防するため、不安症状や抑うつなどを発症しやすい児童期・思春期・青年期に位置する児童生徒（小・中・高校生など）・学生（大学生など）のために、不安障害のリスク要因となる不安症状と気分障害のリスク要因となる抑うつを合わせて予防するための不安症状・抑うつ予防プログラムを、カリキュラムの中で行う必要性が示されている。

## 治療
英国国立医療技術評価機構 (NICE) は、不安障害には根拠に基づいた心理療法が効果的な治療であるとし、最初の治療として薬物治療よりも推奨されるとしている。ハーバード大学医学院によると、決定や懸念に執着することは、不安障害の兆候とされている。不快または耐えられないレベルの不安に耐えないで、トークセラピーから投薬までの治療については医師に相談するように勧めた。
なお、それぞれの症状の治療法については、「全般性不安障害#管理」・「特定の恐怖症#治療」・「パニック障害#治療」・「広場恐怖症#治療」・「社交不安障害#治療」・「強迫性障害#治療」・「心的外傷後ストレス障害#治療」・「分離不安障害#治療」を参照。

### 心理療法
NICEは根拠に基づいた心理療法を推奨し、その範囲には弱い心理的介入であるセルフヘルプの手法から、高い心理的介入の心理療法までが含まれるとしている。
認知行動療法 (CBT) は、とりわけパニック障害や社交不安障害といった、いくつかの不安障害に対して有効性が高いことを研究は示しており（「パニック障害#治療」、「社交不安障害#治療」を参照）、NICEはとりわけ成人・児童の社交不安障害に有用であるとしている。

### 薬物療法
選択的セロトニン再取り込み阻害薬 (SSRI) が一般的に一次選択として推奨され、SNRIもまた有効であるが、離脱と有害事象が生じる可能性がある。ノルトリプチリンは毒性代謝物に起因して再発率の高さに結びついている。ベンゾジアゼピン系は、時には、短期間あるいは必要に応じて使用される。これらは通常、認知障害と依存症や離脱の危険性といった不利益が理由で二次治療である。
NICEはベンゾジアゼピンおよび抗精神病薬らは、特別の事情 (specifically indicated) を除き処方してはならないとし、かつルーチン処方を禁じている。

### 漢方薬
漢方薬として柴胡加竜骨牡蛎湯、柴胡桂枝乾姜湯、甘麦大棗湯、桂枝加竜骨牡蠣湯、抑肝散、加味逍遥散、半夏厚朴湯、加味帰脾湯等、漢方薬が有効なこともある。
緊張や神経過敏状態には柴胡系、パニックを起こしやすい場合には甘麦大棗湯が第一選択となる。また胸部の締め付け感などを伴う不安には半夏厚朴湯を用いるが、そこに月経や更年期障害が関係している場合は、加味逍遥散を使用する。

### カフェインの除去
一部の人では、カフェインを中止することで不安は大きく緩和できる。不安はカフェインの離脱の間、一時的に増加する。

### 代替医療
習慣的な有酸素運動やカフェインの減量はよく不安の治療に用いられる。ヨガが有効かもしれないという試験的な証拠が存在する。
不安症状がある人々（要旨のみを見たため詳細が不明）に対するアロマテラピーでは、16のランダム化比較試験が見つかり、有効であるため治療として利用するのに推奨できる。

## 疫学
2010年の患者数は、全世界で2.73億人（人口の4.5%）とされている。男性（2.8%）より女性（5.2%）に多い。